# Вілла Голланд
Ві́лла Джоа́нна Че́нс Го́лланд (англ. Willa Joanna Chance Holland; нар. 18 червня 1991, Лос-Анджелес) — американська акторка та модель.

## Життєпис
Народилася 18 червня 1991 року Лос-Анджелесі, штат Каліфорнія, США. Її батько кінематографіст Кіт Голланд, а мати Дарнелл Джорджіо-Де Пальма, акторка.
Дитинство Вілли пройшло в місті Челсі, Англія. Саме там вона вперше потрапила на зйомки голлівудського блокбастера «Місія нездійсненна», режисером був її вітчим Браян Де Пальма.
Вже в 7 років Вілла Голланд стала моделлю в агентстві «Ford models» де презентувала колекції відомого у Великій Британії будинку моди «Burberry». Через рік вона почала навчатися театральної майстерності та зніматися у рекламі. Вона неодноразово з'являлася на обкладинках «Teen Vogue», «Fashion 18», «CosmoGirl!», просувала бренди «LeSportsac», «Guess», «Gap», «Abercrombie & Fitch», «Ralph Lauren».

## Кар'єра
У 2001 році Вілла дебютувала у фільмі «Звичайне божевілля», де вона працювала разом зі своїм батьком — Кітом Холландом. 
У 2005 році вона епізодично з'явилася в серіалі Wielki Return. 
2006 рік вона розпочала зі співпраці з творцями гри Scarface, у якій надала свій голос бармену Коко. Того ж року вона зіграла роль у серіалі «Життя на хвилі». Акторка з'являється в ролі Кейтлін Купер у третьому та четвертому сезонах.
2008 рік почався для Голланд з прем'єри драми Garden Party режисера Джейсона Фріленда. У тому ж році під час Міжнародного кінофестивалю в Торонто відбулася прем'єра ще двох фільмів Вілли Голланд. У фільмі «На перехресті почуттів» вона з'явилася разом із Сьюзен Сарандон і Антоном Єльчиним. Наприкінці 2008 року вона знялася в серіалі «Пліткарка». У ролі цієї героїні вона з'явилася в цілому в 5 епізодах серіалу, у другому, третьому і шостому сезонах. У серії ігор Kingdom Hearts актриса знову погодилася дати свій голос. У ролі Акви вона з’являється в Kingdom Hearts: Birth by Sleep (2010) і Kingdom Hearts 3D: Dream Drop Distance (2012).
У 2010 році вона знялася у фільмах «Легіон» і «Погоня за ідолом».  
У 2011 році вона з'явилася в трилері Wretched Dogs. Окрім Голланд, до акторського складу увійшли, серед інших: Джеймс Марсден, Кейт Босуорт, Олександр Скарсгард і Домінік Перселл.  
У 2012 році зіграла головну роль в драмі «Очі тигра».Фільм отримав позитивні відгуки, а Вілла отримала нагороду за найкращу жіночу роль на Бостонському міжнародному кінофестивалі. 
Знімалася в серіалі «Стріла» в ролі Теї Квін – сестри головного героя.

## Фільмографія

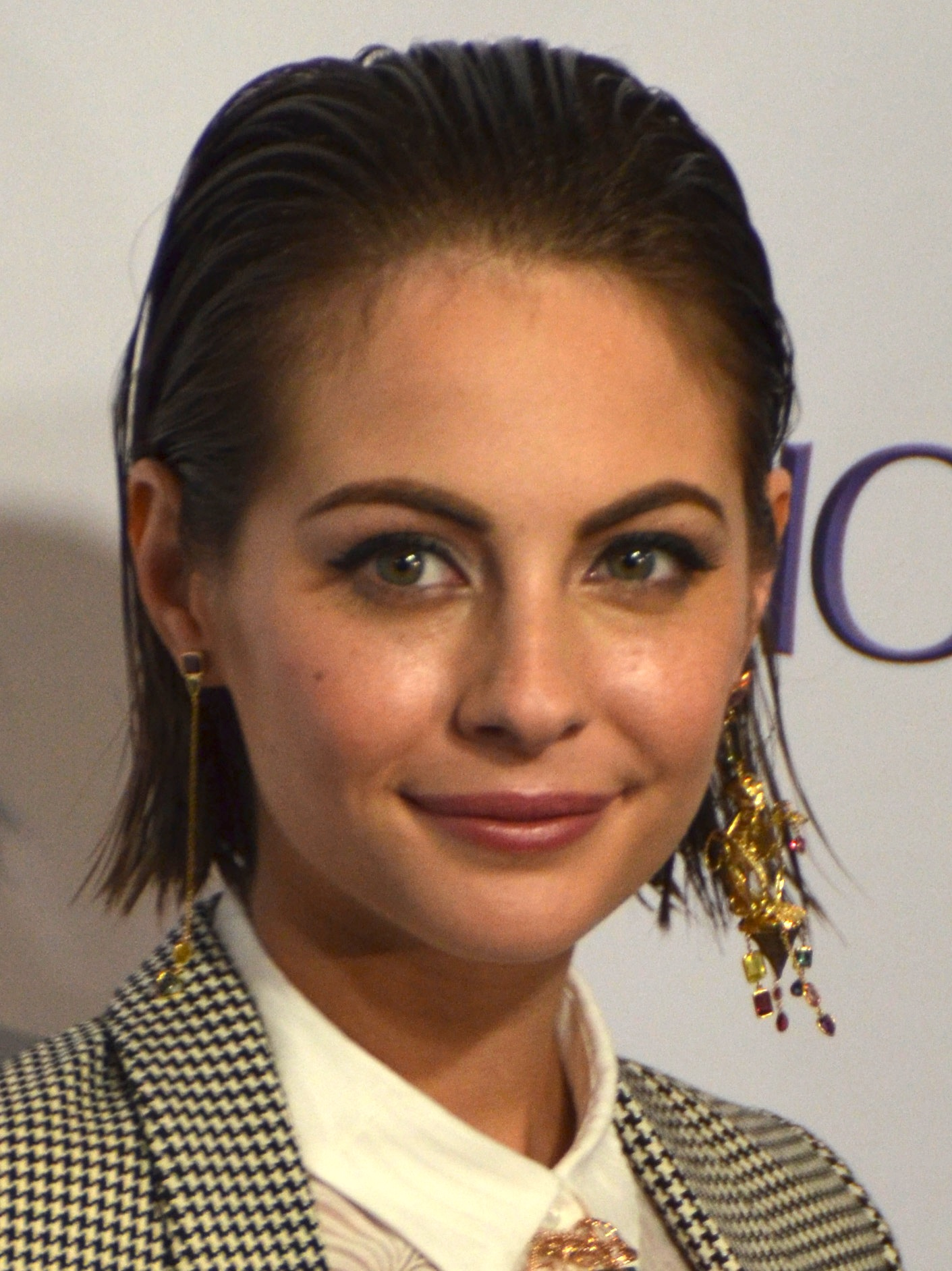
Вілла Голланд у 2015 році

| Рік  | Фільм                                    | Оригінальна назва               | Роль                  | Примітки         |
| 2001 | Звичайне божевілля                       | Ordinary Madness                | юна Фойє              |                  |
| 2008 | Вечірка в саду                           | Garden Party                    | Ейпріл                |                  |
| 2008 | Посеред нічого                           | Middle of Nowhere               | Тейлор Елізабет Беррі |                  |
| 2008 | Генуя                                    | Genova                          | Келлі                 |                  |
| 2010 | Легіон                                   | Legion                          | Одрі Андерсон         |                  |
| 2010 | Погоня 3000                              | Chasing 3000                    | Джеймі                |                  |
| 2010 | Людство. Остання лінія оборони           | Humanity's Last Line of Defense |                       | документальний   |
| 2011 | Солом'яні пси (фільм, 2011)Солом'яні пси | Straw Dogs                      | Дженіс Гедден         |                  |
| 2012 | Очі тигра                                | Tiger Eyes                      | Деві Векслер          |                  |
| 2020 | Чисте занурення                          | Pure Immersion                  | головна роль          | короткометражний |
| 2023 | Брудний південь                          | The Dirty South                 | Сью Паркер            |                  |

| Рік       | Назва      | Оригінальна назва | Роль                          | Примітки                   |
| 2005      | Повернення | Comeback          | Калла                         |                            |
| 2006–07   | Чужа сім'я | The O.C.          | Кейтлін Купер                 | 22 епізоди                 |
| 2008–12   | Пліткарка  | Gossip Girl       | Аґнес Ендрюс                  | 5 епізодів                 |
| 2012      | Стріла     | Arrow             | Теа Квін/Спіді/Червона Стріла | 101 епізод                 |
| 2015–2016 | Флеш       | The Flash         | Спіді                         | запрошена зірка; 2 епізоди |

| Рік  | Назва                                        | Озвучення |
| ---- | -------------------------------------------- | --------- |
| 2006 | Scarface: The World Is Yours                 | Various   |
| 2010 | Kingdom Hearts Birth by Sleep                | Аква      |
| 2012 | Kingdom Hearts 3D: Dream Drop Distance       | Аква      |
| 2014 | Kingdom Hearts HD 2.5 Remix                  | Аква      |
| 2017 | Kingdom Hearts HD 2.8 Final Chapter Prologue | Аква      |
| 2020 | Kingdom Hearts: Melody of Memory             | Аква      |

| Рік  | Назва                     | Співак          |
| ---- | ------------------------- | --------------- |
| 2008 | Keep Me Up All Night      | The Glitterati  |
| 2010 | Fearless Love             | Мелісса Етерідж |
| 2011 | 8050 (Too Fast, Too Slow) | White Arrows    |

## Нагороди та номінації
| Рік  | Нагорода                           | Категорія               | Робота                       | Результат | Посилання |
| ---- | ---------------------------------- | ----------------------- | ---------------------------- | --------- | --------- |
| 2006 | Spike Video Game Awards            | За найкращу роль        | Scarface: The World Is Yours | Номінація |           |
| 2012 | Boston International Film Festival | За найкращу жіночу роль | Tiger Eyes                   | Перемога  | [ 13 ]    |